# Николай Кисельов
Николай Кисельов (на руски: Николай Киселёв) е съветски и руски футболист и треньор. Почетен майстор на спорта на СССР (1968). Почетен треньор на РСФСР (1989).

## Кариера
Кисельов започва кариерата си в Томна Кинешма. След като завършва училище, той преминава в Химик Северодонецк. През 1967 г. е привлечен от Зоря Луганск.
Малко по-късно, Кисельов е препоръчан на старши треньора на Спартак Москва Никита Симонян, след което той е поканен в Москва. Като част от отбора става шампион и носител на Купата на СССР.
За националния отбор на СССР изиграва 14 мача, участник в Световната купа през 1970 г.
Заради нараняване на гърба, кариерата на Кисельов като играч се оказва кратка.

## Отличия

### Отборни
Спартак Москва
- Съветска Висша лига: 1969
- Купа на СССР по футбол: 1971